# Jefferson County, Georgia
Jefferson County är ett administrativt område i delstaten Georgia, USA, med 16 930 invånare. Den administrativa huvudorten (county seat) är Louisville. Countyt grundades 1796 och fick sitt namn efter Thomas Jefferson. 

## Geografi
Enligt United States Census Bureau så har countyt en total area på 1 372 km². 1 367 km² av den arean är land och 5 km² är vatten.

### Angränsande countyn
- McDuffie County, Georgia - nord
- Richmond County, Georgia - nordost
- Burke County, Georgia - öst
- Emanuel County, Georgia - syd
- Johnson County, Georgia - sydväst
- Glascock County, Georgia - nordväst
- Washington County, Georgia - väst
- Warren County, Georgia - nord-nordväst